# Wereldkampioenschappen zwemmen 2017 – 4×100 meter wisselslag mannen
De 4×100 meter wisselslag voor mannen op de wereldkampioenschappen zwemmen 2017 in Boedapest vond plaats op 30 juli 2017. Na afloop van de series kwalificeerden de acht snelste ploegen zich voor de finale.

## Records
Voorafgaand aan het toernooi waren dit het wereldrecord en het kampioenschapsrecord
| Wereldrecord         | Verenigde Staten Aaron Peirsol Eric Shanteau Michael Phelps David Walters | 3.27,28 | Rome | 2 augustus 2009 |
| Kampioenschapsrecord | Verenigde Staten Aaron Peirsol Eric Shanteau Michael Phelps David Walters | 3.27,28 | Rome | 2 augustus 2009 |

## Uitslagen

### Series
| Rang | Serie | Baan   | Land                | Namen | Tijd    | Bijz. |
| ---- | ----- | ------ | ------------------- | --- | ------- | ----- |
| 1    | 3     | 4      | Verenigde Staten    | Ryan Murphy (52.69) Cody Miller (58.99) Tim Phillips (50.74) Townley Haas (47.24)                              | 3:29.66 | Q     |
| 2    | 3     | 3      | Japan               | Ryosuke Irie (52.86) Yasuhiro Koseki (59.11) Yuki Kobori (51.27) Shinri Shioura (48.39)                        | 3:31.63 | Q     |
| 3    | 2     | 5      | Rusland             | Grigori Tarasevitsj (53.71) Anton Tsjoepkov (59.06) Daniil Pachomov (51.55) Danila Izotov (47.80)              | 3:32.12 | Q     |
| 4    | 2     | 4      | Verenigd Koninkrijk | Chris Walker-Hebborn (54.27) Ross Murdoch (59.50) James Guy (51.04) Duncan Scott (47.54)                       | 3:32.35 | Q     |
| 5    | 3     | 6      | Brazilië            | Guilherme Guido (54.11) Felipe Lima (59.51) Henrique Martins (51.03) Bruno Fratus (47.73)                      | 3:32.38 | Q     |
| 6    | 3     | 2      | Hongarije           | Richárd Bohus (54.01) Dániel Gyurta (1:00.23) Kristóf Milák (51.70) Dominik Kozma (47.41)                      | 3:33.35 | Q     |
| 7    | 2     | 3      | China               | Li Guangyuan (53.96) Yan Zibei (59.02) Li Zhuhao (51.74) Sun Yang (48.78)                                      | 3:33.50 | Q     |
| 8    | 3     | 1      | Wit-Rusland         | Mikita Tsmyh (54.50) Ilja Sjymanovitsj (59.03) Jaoehen Tsoerkin (51.45) Artsjom Matsjekin (48.85)              | 3:33.83 | Q     |
| 9    | 3     | 5      | Australië           | Mitch Larkin (54.23) Matthew Wilson (1:00.21) David Morgan (51.56) Cameron McEvoy (47.91)                      | 3:33.91 |       |
| 10   | 1     | 4      | Polen               | Tomasz Polewka (54.49) Marcin Stolarski (59.78) Konrad Czerniak (51.15) Kacper Majchrzak (48.58)               | 3:34.00 |       |
| 11   | 2     | 2      | Italië              | Matteo Milli (54.91) Nicolò Martinenghi (59.43) Piero Codia (51.16) Alessandro Miressi (48.61)                 | 3:34.11 |       |
| 12   | 2     | 7      | Canada              | Javier Acevedo (55.15) Richard Funk (59.25) Josiah Binnema (52.60) Yuri Kisil (48.14)                          | 3:35.14 |       |
| 13   | 2     | 6      | Duitsland           | Marek Ulrich (55.05) Marco Koch (1:00.02) Marius Kusch (52.17) Damian Wierling (48.02)                         | 3:35.26 |       |
| 14   | 3     | 7      | Griekenland         | Apostolos Christou (54.18) Ioannis Karpouzlis (1:01.57) Andreas Vazaios (52.45) Kristian Gkolomeev (47.73)     | 3:35.93 |       |
| 15   | 3     | 9      | Zuid-Afrika         | Martin Binedell (56.10) Cameron van der Burgh (59.77) Chad le Clos (50.99) Myles Brown (49.45)                 | 3:36.31 |       |
| 16   | 3     | 8      | Ierland             | Shane Ryan (54.40) Nicholas Quinn (1:00.62) Brendan Hyland (52.58) Jordan Sloan (49.01)                        | 3:36.61 |       |
| 17   | 2     | 1      | Litouwen            | Danas Rapšys (54.30) Andrius Šidlauskas (1:00.17) Deividas Margevičius (53.00) Simonas Bilis (49.28)           | 3:36.75 |       |
| 18   | 1     | 5      | Egypte              | Youssef Abdalla (55.37) Marwan El-Kamash (1:02.06) Omar Eissa (54.08) Mohamed Samy (49.34)                     | 3:40.85 |       |
| 19   | 2     | 8      | Indonesië           | I Gede Siman Sudartawa (56.63) Indra Gunawan (1:03.33) Glenn Victor Sutanto (53.74) Triady Fauzi Sidiq (50.87) | 3:44.57 |       |
| 20   | 3     | 0      | Paraguay            | Charles Hockin (55.98) Renato Prono (1:03.31) Benjamin Hockin (53.41) Matías López (53.21)                     | 3:45.91 |       |
| 21   | 2     | 0      | Letland             | Girts Feldbergs (55.86) Daniils Bobrovs (1:03.73) Nikolajs Maskaļenko (56.00) Uvis Kalniņš (50.67)             | 3:46.26 |       |
|      | 1     | 3      | Kenia               | DNS | DNS     | DNS   |
| 2    | 9     | Israël |                     | DNS | DNS     | DNS   |

### Finale
| Rang   | Baan | Namen                                                                                                  | Land                | Tijd    | Bijz. |
| ------ | ---- | --- | ------------------- | ------- | ----- |
| Goud   | 4    | Matt Grevers (52.26) Kevin Cordes (58.89) Caeleb Dressel (49.76) Nathan Adrian (47.00)                 | Verenigde Staten    | 3.27,91 |       |
| Zilver | 6    | Chris Walker-Hebborn (54.20) Adam Peaty (56.91) James Guy (50.80) Duncan Scott (47.04)                 | Verenigd Koninkrijk | 3.28,95 |       |
| Brons  | 3    | Jevgeni Rylov (52.89) Kirill Prigoda (59.02) Aleksandr Popkov (51.16) Vladimir Morozov (46.69)         | Rusland             | 3.29,76 |       |
| 4      | 5    | Ryosuke Irie (52.80) Yasuhiro Koseki (58.54) Yuki Kobori (51.21) Shinri Shioura (47.64)                | Japan               | 3.30,19 |       |
| 5      | 2    | Guilherme Guido (53.53) João Gomes Júnior (58.80) Henrique Martins (51.12) Marcelo Chierighini (48.08) | Brazilië            | 3.31,53 |       |
| 6      | 1    | Xu Jiayu (52.89) Yan Zibei (59.02) Li Zhuhao (51.45) Yu Hexin (48.29)                                  | China               | 3.31,65 |       |
| 7      | 7    | Richárd Bohus (53.99) Daniel Gyurta (1:00.45) Kristóf Milák (50.97) Dominik Kozma (46.72)              | Hongarije           | 3.32,13 |       |
| 8      | 8    | Mikita Tsmyh (54.54) Ilja Sjymanovitsj (58.94) Jaoehen Tsoerkin (51.23) Artsjom Matsjekin (48.92)      | Wit-Rusland         | 3.33,63 |       |